# Odontocera zikani
Odontocera zikani là một loài bọ cánh cứng trong họ Cerambycidae.